# Сила народа (Доминиканская Республика)
«Сила народа» (исп. Fuerza del Pueblo, FP) — политическая партия левого толка в Доминиканской Республике, возглавляемая бывшим президентом Леонелем Фернандесом.
После ожёсточенных споров на фоне обвинений в фальсификациях на первичных выборах в октябре 2019 года Леонель Фернандес подал в отставку из руководства Доминиканской партии освобождения. Уже существующая марксистская Доминиканская партия трудящихся (Доминиканская рабочая партия) приняла его в свои ряды, согласилась трансформироваться и изменить свое название на «Сила народа», выдвинув Фернандеса своим кандидатом в президенты. Эти перемены были одобрены Центральной избирательной комиссией 17 декабря того же года.

## История

### Возникновение и предыстория
Леонель Фернандес выдвинул свою предварительную кандидатуру на пост президента Доминиканской Республики в начале 2018 года с намерением участвовать во внутрипартийных праймериз в октябре 2019 года. В ходе этого процесса он резко критиковал своего однопартийца, президента Доминиканской Республики Данило Медину, призывая его воздержаться от выдвижения на третий срок подряд и не пытаться изменить конституцию. Трения достигли пика, когда Леонель Фернандес провёл массовую акцию протеста перед национальным конгрессом, закрепив раскол внутри Доминиканской партии освобождения.
После того, как президент Данило Медина всё-таки отказался от претензий на третий срок и изменения конституции, он представил в качестве предварительного кандидата на пост президента своего близкого соратника, министра общественных работ. Наконец, Фернандес потерпел поражение с небольшим перевесом от Гонсало Кастильо, что экс-президент объяснил «фальсификацией», после чего последовало несколько протестов, телеобращений и заявлений в Центральную избирательную комиссию.
В конечном итоге это привело Фернандеса к отставке с поста президента Доминиканской партии освобождения и концу его более чем 46-летнего в ней членства. Вместе с ним из ДПО ушли сотни активистов, в том числе депутаты и сенаторы, хотя он и обратился к уже одобренным к выборам октября 2019 года, занимавшим выборные должности, чтобы те не покидали партию, а продолжали борьбу во внутрипартийной оппозиции.

### Слияние и смена названия
Первоначально политическое движение называлось «Сила народа» — под этим лозунгом Леонель Фернандес собирал своих последователей во время предвыборной борьбы. Позже, слившись с Доминиканской партией трудящихся и установив контроль над этой силой, данная политическая организация подала в Центральную избирательную комиссию просьбу изменить название на «Силу народа», использующую зелёные цвета и символику, намекающую на растительность или цветы, несмотря на протесты других политических партий.
17 декабря центризбирком одобрил изменение названия Доминиканской партии трудящихся на «Силу народа».
«Сила народа» была усилена в основном за счет бывшего актива Доминиканской партии освобождения, который продолжал перетекать в новую организацию. В итоге обе партии соперничали за звание второй крупнейшей в Сенате.